# 4799 Hirasawa
4799 Hirasawa је астероид главног астероидног појаса чија средња удаљеност од Сунца износи 2,470 астрономских јединица (АЈ).
Апсолутна магнитуда астероида је 13,4.